# Potoci (kanton dziesiąty)
Potoci – wieś w Bośni i Hercegowinie, w Federacji Bośni i Hercegowiny, w kantonie dziesiątym, w gminie Drvar. W 2013 roku pozostawała niezamieszkana.